# Toni Conceição
Pour les articles homonymes, voir Antonio Silva, Silva, Toni, António Oliveira et Conceição.
António Conceição da Silva Oliveira, dit Toni, né le 6 décembre 1961 à Maximinos, Braga (Portugal), est un footballeur portugais, évoluant au poste de milieu de terrain désormais reconverti en entraîneur.

## Biographie
Toni reçoit une seule sélection en équipe du Portugal, le 12 octobre 1988, en amical contre la Suède (score : 0-0 à Göteborg).

## Palmarès

### Palmarès de joueur
- FC Porto
  - Champion du Portugal en 1990
  - Vainqueur de la Coupe du Portugal en 1991

### Palmarès d'entraîneur
- CFR Cluj
  - Vainqueur de la Coupe de Roumanie en 2009 et 2016
  - Vainqueur de la Supercoupe de Roumanie en 2009

- Cameroun 
  - 3ème lors de La CAN 2021